# Ірис (цукерка)

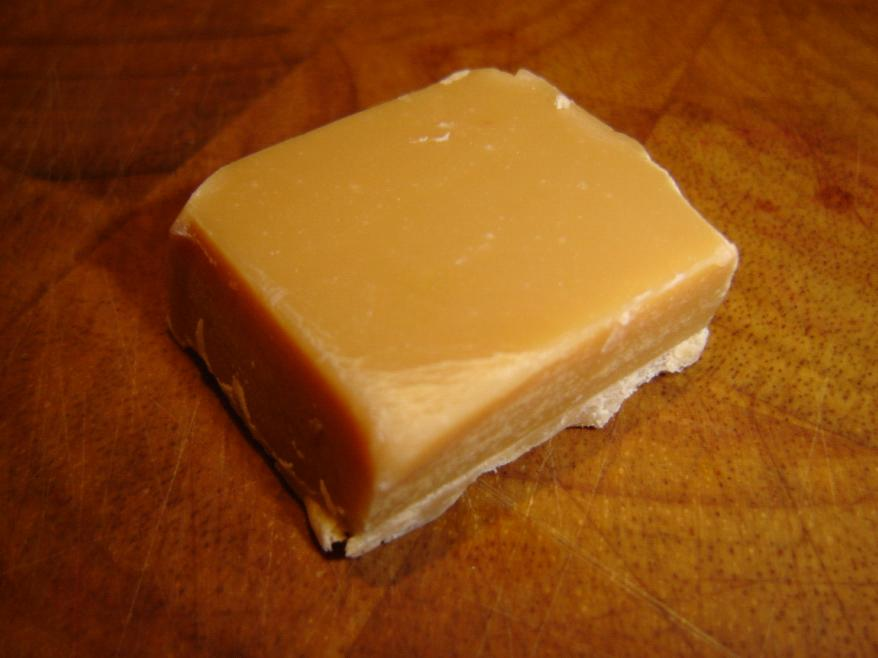
Ірис у класичному вигляді

Іри́с — цукристі кондитерські вироби, вид молочних цукерок. Виготовляються уварюванням згущеного молока з цукром, патокою і жиром з додаванням смакових і ароматичних речовин — кави, горіхів, фруктів і т. д.
Ірис характеризується високою калорійністю і тривалим терміном зберігання.

## Створення
Процес приготування ірису вимагає кип'ятіння інгредієнтів, поки суміш не буде достатньо жорсткою, щоб бути вилитою у форму, в якій тримається і має глянсову поверхню. Отриману суміш зазвичай виливають у неглибоке деко і дають охолонути, щоб утворилася плитка. Різні суміші, процеси та, головне, температури, призведуть до різних текстур і твердості, від м'яких та часто липких до твердих, крихких. Коричневий колір і димчастий смак придаються ірису карамелізацією цукрів.

## Варіанти та уживання

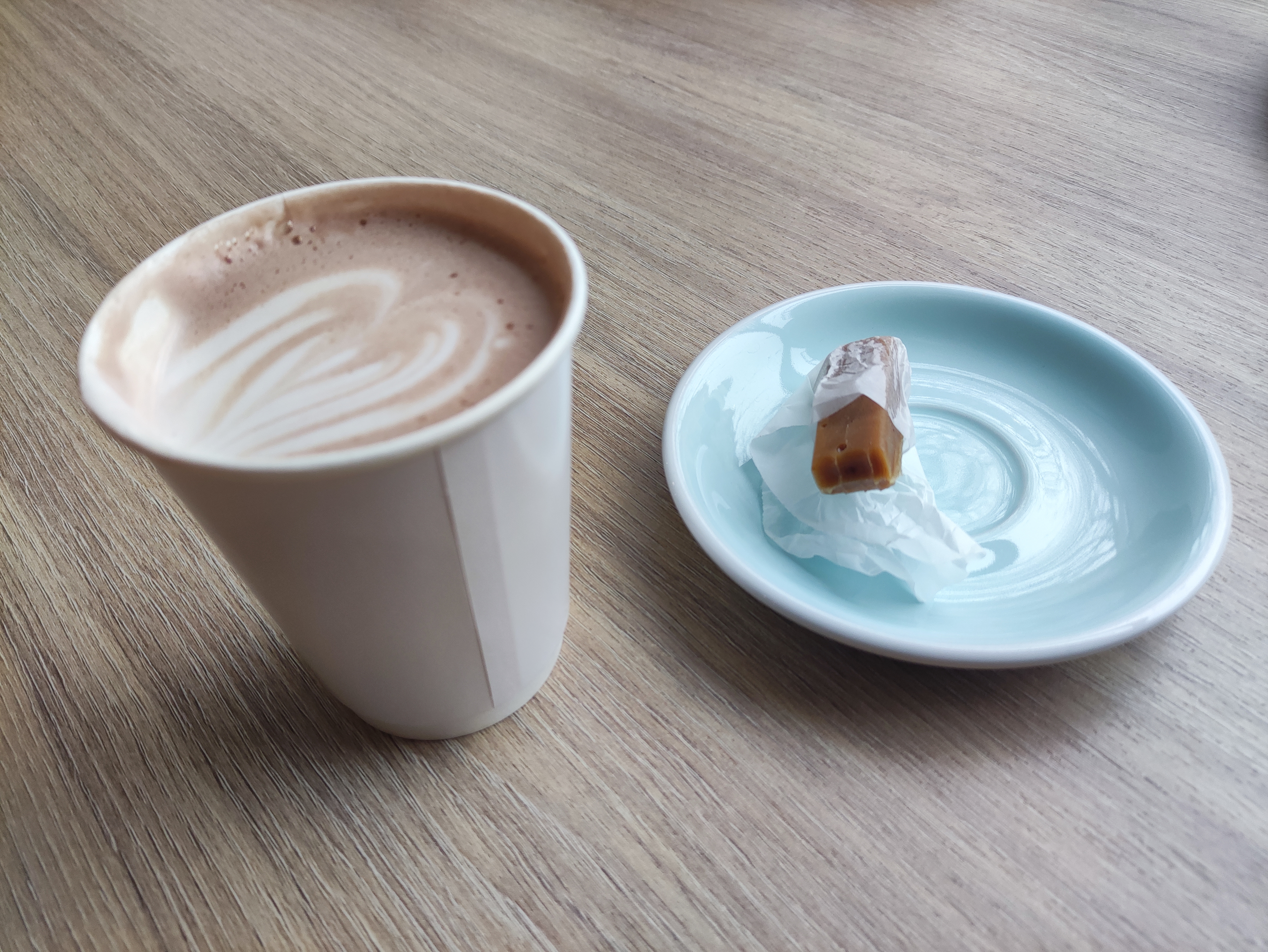
Паперовий стакан із надпитим какао і порцелянове блюдце світло-лазурного кольору із надкушеною ірискою в паперовій обгортці

Популярний варіант у США — це «Англійський ірис», що є дуже масляним ірисом, який часто виготовляється з мигдалем. Він доступний як у жувальній, так і в жорсткій версії. Heath bar — це одна з марок цукерок, що виготовляються з англійським ірисом всередині. Незважаючи на те, що називається "Англійська іриска", вона мало нагадує широкий асортимент кондитерських виробів, відомих як ірис, які зараз доступні у Сполученому Королівстві. Хоча, цей продукт все ще можна там знайти під назвою «butter crunch».
Інший варіант — «пориста іриска», що є газованою версією з бульбашками, які створюються додаванням харчової соди та оцту під час перемішування. Вони реагують з утворенням вуглекислого газу, який потрапляє у сильно в'язку суміш. У Великій Британії та Канаді найвідоміша пориста цукерка-батончик Crunchie. Аналогічна австралійська шоколадна плитка — це Violet Crumble. У Новій Зеландії ванільне морозиво з шматочками пористого ірису в ньому називається hokey pokey.
Особливе видом ірису є ірисові яблука, що іноді називаються цукерковими яблуками. Це яблука на паличках, покриті твердим ірисом. Вони подібні до карамельних яблук.
Ірис, який використовується в кондитерстві, можна змішувати з багатьма різними інгредієнтами для отримання різноманітних ароматів: рому та масла, покритого шоколадом, ванілі та шоколаду, рому та родзинок, малини.
Ще один варіант — італійська «цукерка mou», цукерка на основі ірису з додаванням молока. Вони настільки популярні, що в Італії люди почали ототожнювати іриски з mou.